# Tribromure de bore
Le tribromure de bore, BBr3, est un composé liquide incolore contenant du bore et du brome. Ce composé est utilisé en chimie organique et inorganique pour ses propriétés d'acide de Lewis. Il est ainsi particulièrement utilisé comme catalyseur lors de réactions de Friedel-Crafts. Il est décomposé par l'eau et les alcools.
De plus, dans l'industrie électronique, il sert d'agent dopant pour les semi-conducteurs.

## Propriétés chimiques
Le tribromure de bore est un composé commercial. C'est un très fort acide de Lewis. 
Il est notamment un excellent agent deméthylant et désalkylant pour effectuer la rupture d'une liaison R-O d'un éther. Cette rupture est souvent suivie d'une cyclisation notamment lors de la production de médicaments. Le mécanisme de désalkylation des éthers passe par la formation d'un complexe formé par la liaison entre l'atome de bore et l'atome d'oxygène de l'éther suivi d'une élimination d'un bromure d'alkyle pour former un dibromo(organo)borane.
ROR + BBr3 → RO+(−BBr3)R → ROBBr2 + RBr
Un éther, avec un groupement alkyle et un groupement aryle (tout comme un éther d'alkyle activé), est quant à lui désalkylé par un mécanisme bimoléculaire dans lequel interviennent deux adduits BBr3-éther.
RO+(−BBr3)CH3 + RO+(−BBr3)CH3 → RO(−BBr3)  + CH3Br + RO+(BBr2)CH3
Le dibromo(organo)borane peut ensuite subir une hydrolyse pour donner comme produit un alcool, l'acide borique, et le bromure d'hydrogène.
ROBBr2 + 3H2O → ROH + B(OH)3 + 2HBr
D'autres applications existent également : le tribromure de bore est utilisé lors de la polymérisation des oléfines et comme catalyseur lors des réactions de Friedel-Crafts pour ses propriétés d'acide de Lewis.
Dans l'industrie électronique, le tribromure de bore est utilisé comme source de bore lors des processus de pré-déposition pour le dopage des semi-conducteurs. Il est permet également la désalkylation des éthers d'aryles et d'alkyles, par exemple la déméthylation du 3,4-diméthoxystyrène en 3,4-dihydroxystyrène.

## Synthèse
La réaction du carbure de bore avec le dibrome à une température supérieure à 300 °C forme du tribromure de bore. Le produit peut être purifié par distillation sous vide.

## Histoire
La première synthèse du tribromure de bore a été réalisé en 1846 par M. Poggiale en faisant réagir du trioxyde de dibore B2O3 avec du carbone et du dibrome à haute température :
B2O3 + 3 C + 3 Br2 → 2 BBr3 + 3 CO
Une amélioration de cette méthode a été proposée par Friedrich Wöhler et Henri Sainte-Claire Deville en 1857. En partant du bore amorphe, la température à laquelle la réaction a lieu est plus basse et ne produit plus de monoxyde de carbone :
2 B + 3 Br2 → 2 BBr3

## Applications
- Industrie pharmaceutique
- Traitement d'image
- Dopage de semi-conducteur
- Gravure au plasma de semi-conducteur
- Industrie des panneaux photovoltaïques
- Réactif lors de nombreuses réactions de chimie organique

### Lecture supplémentaire
- (en) Doyagüez, E.G., « Boron Tribromide », Synlett, vol. 2005, no 10,‎ 2005, p. 1636–1637 (DOI 10.1055/s-2005-868513, lire en ligne [PDF])